# Artamus mentalis
Artamus mentalis là một loài chim trong họ Artamidae.